# Александър Санин
Александър Акимович Санин, с рождена фамилия Шьонберг (на руски: Алекса́ндр Аки́мович Са́нин, Шенберг), е руски артист, режисьор и преподавател по актьорско майсторство. Той е един от основателите на Московския художествен театър и по време на кариерата си режисира пиеси, опери и филми в Русия и по света .

## Биография
Роден е на 3 април 1869 г. в Бердичев, Киевска губерния. Следва история и филология в Московския университет. След като се запознава с Константин Станиславски, който оказва основното артистично влияние в живота му, той прави своя сценичен дебют през 1887 г. с Дружеството за изкуство и литература на Станиславски, с когото режисира и масови сцени по Майнингенския маниер. През 1898 г. се присъединява към новосъздадената трупа на Московския художествен театър и приема артистичния псевдоним Санин. Именно там той прави първото си изпълнение, получило одобрение от критиката, като Луп-Клешнин в „Цар Фьодор Йоанович“ от А. К. Толстой. В тандем със Станиславски, Санин е и сърежисьор на „Цар Йоанович“, както и няколко други продукции с новосъздадената трупа, включително „Потъналата камбана“ от Герхарт Хауптман (1898), „Венецианският търговец“ от Уилям Шекспир (1898), „Мъже над закона“ от Алексей Писемски (1898), „Смъртта на Иван Грозни“ от А. К. Толстой (1899), „Снегурочка“ от Александър Островски (1900) и „Дивата патица“ от Хенрик Ибсен (1901).
През 1902 г. Александър Санин се жени за Лика Мизинова, жената, с която някога е бил романтично обвързан Антон Чехов и която служи като прототип на Нина Заречная в „Чайка“. Същата година, след разногласия със Станиславски относно реорганизацията на трупата (довела и до напускането на Всеволод Мейерхолд), Санин се премества в Александринския театър. Остава там до 1907 г., работейки като актьор, режисьор и учител по актьорско майсторство, като през това време се стреми да пропагандира идеите на Станиславски в тази трупа. Той режисира редица пиеси на Александър Островски с Александрински, включително „Лъжедмитрий и Василий Шуйски“, „Пламенно сърце“ и „Остани в собствената си шейна“.
През 1907 г. Санин напуска Александринския театър, за да се присъедини към европейската трупа на Сергей Дягилев. Там работи главно като оперен режисьор, съсредоточавайки се върху класиката на руската музика. Поставя няколко последователни оперни продукции, включително „Борис Годунов“ в Гранд Опера в Париж с Фьодор Шаляпин в главната роля. През 1913 г. Санин се присъединява към новосъздадения Свободен театър на Марджанов и през 1914 – 1915 г. е режисьор на Московския драматичен театър.
През януари 1917 г. Санин се завръща в Московския художествен театър и остава там до 1919 г. През този период той продуцира няколко пиеси и опери както за Болшой театър („Псковитянка“ от Римски-Корсаков, „Княз Игор“ от Александър Бородин, 1917; „Кармен“ на Жорж Бизе, 1922), така и за Малий театър („Посадник“ от А. К. Толстой, „Електра“ от Хуго фон Хофманстал, 1918, „Гората“ на Островски и „Горко от ума“ на Грибоедов, 1921). Той е режисьор на три ранни съветски филма: „Деви горы“ (1918), „Поликушка“ (1919) и „Крадливата сврака“ (1920).
Санин и съпругата му напускат Съветския съюз в края на 1922 г., след което той режисира опери в най-големите световни театри – Гранд опера, Метрополитън опера, Кралския театър Друри Лейн, Ла Скала, Сан Карло (Неапол), театър Реал (Мадрид), Лисео (Барселона), Колон (Буенос Айрес) и др., Режисира множество класически руски творби (произведения на Модест Мусоргски, Римски-Корсаков, Александър Бородин, Александър Даргомижски, Михаил Глинка, Пьотър Чайковски, Александър Серов, Антон Рубинщайн), но и творби от световната оперна класика. В постановките му участват диригентите Артуро Тосканини, Албърт Коутс, Тулио Серафин, певците Бениамино Джили, Тито Скипа, Тоти Дал Монте, Борис Христов, Мария Калас и други.
Александър Санин оказва силно влияние върху развитието на Борис Христов в началото на артистичната му кариера. Певецът участва в три негови постановки: на „Борис Годунов“ в Римската опера, в ролята на Пимен (февруари 1947), на „Хованщина“ от Модест Мусоргски в триесткия театър „Джузепе Верди“ (февруари 1948) и отново на „Борис Годунов“, но в Каляри и вече в главната роля на Борис Годунов (март 1948). Поставянето на италианска сцена на операта „Хованщина“, характерна с новаторството на композитора, е събитие, за което Борис Христов пише на родителите си: „Тази опера е почнала да жълтее в архивите на италианските театри. Хората дори не искаха да си я спомнят, защото в миналото беше представена от италианци в жалка форма, специално в партията на Досифей. Спомних си, че Шаляпин е пял тази роля, и съсредоточих вниманието си върху нея“. „Възкресението“ на операта е посрещнато с голям възторг, след който следва все по-честата ѝ поява по италианските театри.
Умира в Италия на 8 май 1956 г. и е погребан в протестантското гробище в Рим.